# Delphinapterus leucas
Il beluga (Delphinapterus leucas (Pallas, 1776)) è un cetaceo bianco della famiglia dei Monodontidi, presente in Alaska, Groenlandia, Canada e Russia.

## Descrizione
Questo cetaceo possiede una livrea bianca o giallastra, con una protuberanza distintiva sulla testa. Alla nascita i piccoli appaiono scuri o grigio-bruni, poi con l'età si schiariscono, fino a raggiungere la gradazione bianca tra i 5 e i 12 anni d'età. La lunghezza degli adulti varia dai 5,5 metri dei maschi ai 4,1 delle femmine. Il peso fra i 700 e i 1.200 chili per le femmine e fra i 1100 e i 1600 chili per i maschi.
Come anche la maggior parte degli altri Odontoceti i beluga possiedono il melone, un organo costituito da tessuto adiposo posto al centro della fronte. Il melone dei beluga è particolarmente bulboso e malleabile, tanto che questi animali sono in grado di cambiare la forma della testa soffiando aria nei seni paranasali. A differenza di altri cetacei, le vertebre del collo non sono saldate insieme, cosicché il beluga ha la capacità di ruotare la testa lateralmente. La bocca possiede da otto a dieci denti da ciascun lato della mascella, per un totale di 34-40 denti.
I beluga non hanno la pinna dorsale, caratteristica indicata anche dal nome del genere: "apterus" in greco significa infatti senza ali. La perdita della pinna dorsale potrebbe essere un adattamento alla vita sotto i ghiacci, o forse un modo per conservare calore. Come in altri cetacei, la ghiandola tiroidea è particolarmente grande se comparata con quella dei mammiferi terrestri (proporzionalmente è grande tre volte quella del cavallo) e serve a sostenere il metabolismo accelerato durante la stagione estiva trascorsa agli estuari dei fiumi.
Il corpo cilindrico, soprattutto quando ben nutrito, si assottiglia verso la coda. La pinna caudale continua a crescere, incurvandosi man mano che l'animale invecchia. Le pinne pettorali sono ampie e corte e hanno una forma quasi quadrata.

## Biologia

### Comportamento

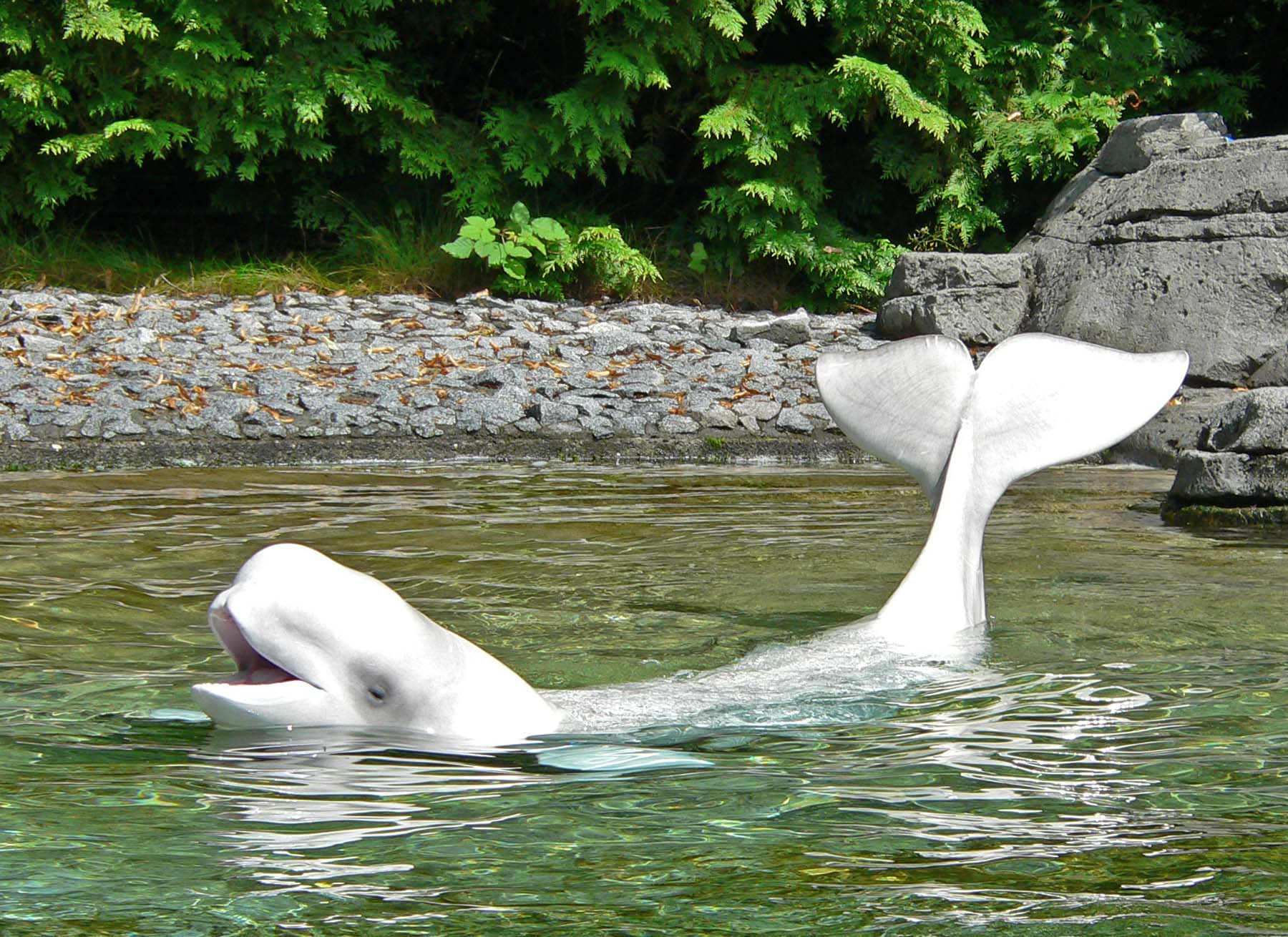
Un beluga nell'acqua bassa all'acquario di Vancouver

I beluga sono animali molto socievoli. I maschi si riuniscono in gruppi che occasionalmente possono arrivare a contare anche centinaia di individui, mentre le femmine con i piccoli restano in gruppi separati meno numerosi. È proprio durante questi assembramenti (che possono rappresentare anche una percentuale significativa dell'intera popolazione) che i beluga diventano più vulnerabili alla caccia.
I branchi tendono ad essere instabili, ciò significa che ogni animale tende a passare da un gruppo ad un altro. Studi con radiolocalizzazione hanno mostrato che i beluga possono partire in un gruppo e, un paio di giorni più tardi, trovarsi a centinaia di chilometri di distanza. Le madri con i cuccioli instaurano le relazioni sociali più strette. I piccoli spesso ritornano allo stesso estuario della madre durante l'estate, e spesso la incontrano anche dopo essere diventati adulti.
I beluga sono molto giocosi e possono spruzzare gli uomini o gli altri cetacei. Se tenuti in cattività, non è insolito venire colpiti da uno dei loro spruzzi. I ricercatori credono che questo comportamento derivi dalla necessità di smuovere la sabbia dei fondali alla ricerca di crostacei.
A differenza di altre balene, sono anche capaci di nuotare all'indietro.
I maschi raggiungono la maturità sessuale tra i quattro e i sette anni, mentre le femmine tra i sei e i nove anni. I beluga possono vivere anche 50 anni.

### Alimentazione
Il beluga è un nuotatore lento che si nutre prevalentemente di piccoli pesci, ma non disdegna cefalopodi (come polpi e calamari). La ricerca di cibo avviene normalmente ad una profondità di 300 metri, ma i beluga possono raggiungere anche una profondità doppia. Una tipica immersione dura dai tre ai cinque minuti, ma può raggiungere anche i venti.

### Riproduzione

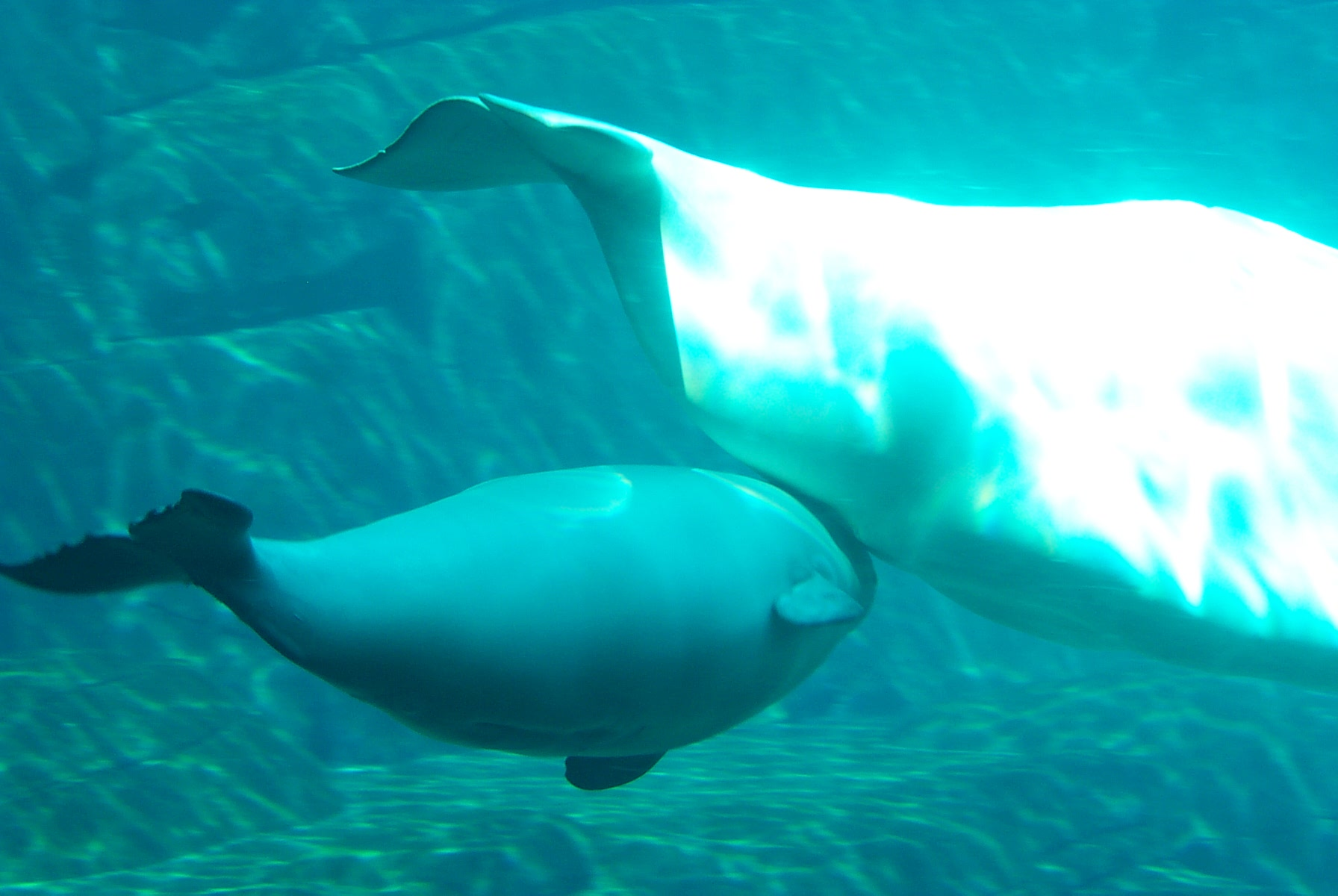
Una madre con il piccolo

Le femmine partoriscono ogni 3 anni, da febbraio a maggio, ma alcuni parti avvengono anche in altri periodi dell'anno. Non è chiaro se il beluga adotti una strategia riproduttiva di diapausa embrionale. La gestazione dura da dodici a quattordici mesi e mezzo. Le nascite avvengono in un periodo che varia da luogo a luogo. Nell'artico canadese i piccoli nascono tra marzo e settembre, nella Baia di Hudson il picco delle nascite si verifica alla fine di giugno, mentre nel mare del Labrador tra la fine di luglio e i primi di agosto.
I nuovi nati sono lunghi circa 1,5 metri, pesano 80 chili e sono grigi. I piccoli rimangono dipendenti dalla madre per almeno due anni.

### Vocalizzazione
I beluga sono estremamente vocali. La frequenza e il vasto repertorio delle loro vocalizzazioni è valso loro il soprannome di "canarini marini". Sono state documentate almeno 11 diverse voci del beluga, inclusi fischi e squilli acuti e risonanti, suoni chioccianti, cinguettii, trilli e toni a campana.

### Predatori
Gli orsi polari possono approfittare dei momenti in cui i beluga rimangono intrappolati tra i ghiacci e sono incapaci di tornare all'oceano. Essi colpiscono i beluga e li trascinano sul ghiaccio. Anche le orche costituiscono dei temibili predatori.

## Tassonomia
Nel 1776 Peter Simon Pallas descrisse per primo il beluga. È un membro della famiglia Monodontidae che a sua volta fa parte del sottordine Odontoceti comprendente tutti i cetacei dentati. L'Orcella asiatica era un tempo collocata nella stessa famiglia, ma recenti analisi genetiche suggeriscono altrimenti. Il narvalo è l'unica altra specie della famiglia Monontidae oltre al beluga.
La parola "beluga" viene dal russo beloye che significa "bianco". Questo cetaceo è anche colloquialmente definito "canarino di mare" a causa degli acuti vocalizzi simili ad un cinguettio che emette per comunicare con i suoi simili.

## Evoluzione
Un antichissimo progenitore dei beluga fu la Denebola brachycephala, oggi estinta, che visse nel Miocene. Un fossile rinvenuto nella Penisola di Bassa California indica che la famiglia un tempo abitava acque più calde. I resti indicano inoltre che in tempi relativamente recenti, l'areale del beluga è mutato fino a quello attuale rappresentato dai ghiacci polari – espandendosi durante le ere glaciali e contraendosi quando il ghiaccio si ritira.

## Distribuzione e habitat

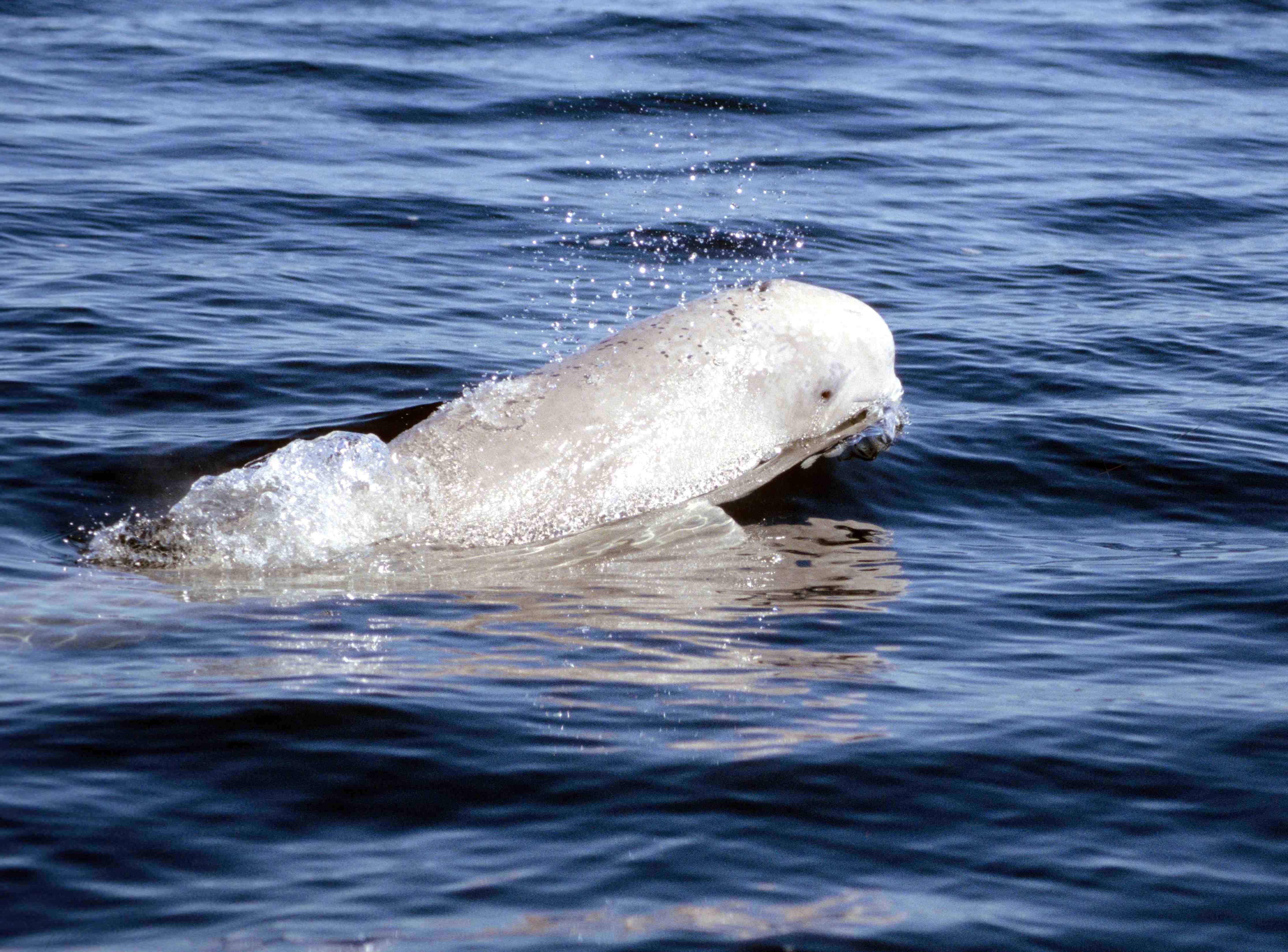
Un beluga alla foce del fiume Churchill, in Canada

Il beluga abita una zona discontinua compresa tra i 50° N e gli 80° N, in particolare lungo le coste di Alaska, Canada, Groenlandia e Russia. Le popolazioni più meridionali si rinvengono lungo l'estuario del fiume San Lorenzo e del fiume Saguenay, in Québec, per quanto riguarda l'Atlantico, mentre il fiume Amur, le Isole Šantar e le acque che circondando l'isola Sachalin, nel Mare di Ochotsk rappresentano le aree più meridionali dell'Oceano Pacifico in cui si possono trovare questi animali.
Col sopraggiungere della primavera i beluga si spostano in insenature poco profonde come baie ed estuari dei fiumi, dove trascorreranno l'estate. Questi siti sono discontinui. Una madre solitamente ritorna nello stesso luogo anno dopo anno. Non appena le zone estive cominciano a ricoprirsi di ghiaccio col sopraggiungere dell'autunno, i beluga si spostano in cerca di luoghi più adatti dove trascorrere l'inverno. La maggior parte di essi viaggia in direzione dello spostamento del pack, mantenendosi sul suo bordo durante l'inverno. Altri invece restano sotto il pack, sopravvivendo grazie a spaccature nel ghiaccio dalle quali emergere per respirare. I beluga sono anche in grado di trovare sacche d'aria intrappolate sotto il ghiaccio. La capacità di questi animali di trovare piccoli spazi liberi dal ghiaccio in mezzo al denso e spesso pack che può arrivare a coprire anche il 96% della superficie resta un mistero per gli scienziati. È stato suggerito che i beluga si servano dell'ecolocalizzazione, strumento adatto alla vita sotto i ghiacci, per trovare le crepe nel pack necessarie per respirare.
Nel 1849, durante i lavori di costruzione della prima ferrovia attraverso Rutland e Burlington nel Vermont, gli operai portarono alla luce i resti di un misterioso animale nella città di Charlotte. Sepolto sotto uno strato spesso tre metri di argilla blu, queste ossa erano diverse da quelle di qualsiasi altro animale fino ad allora scoperto nel Vermont. Gli esperti le identificarono come appartenenti ad un beluga. Poiché Charlotte si trova a più di 241 km dal più vicino oceano, i naturalisti dell'epoca non riuscirono a spiegare come le ossa di un mammifero marino fossero finite nella campagna del Vermont. Oggi, questo fossile è d'aiuto nello studio della geologia della zona del Lago Champlain, oltre ad essere il fossile ufficiale dello Stato del Vermont (facendo così di questo stato l'unico ad avere il fossile ufficiale di un animale ancora esistente).
Il 9 giugno 2006 la carcassa di un giovane beluga fu rinvenuta nel fiume Tanana, vicino a Fairbanks in Alaska, a circa 1700 chilometri dal più vicino sito di beluga conosciuto. I beluga talvolta seguono gli spostamenti dei pesci, e ciò ha portato il biologo dell'Alaska Tom Seaton a ipotizzare che l'animale avesse seguito i salmoni lungo il fiume l'autunno precedente.

## Relazioni con l'uomo
I beluga sono stati tra le prime specie di cetacei ad essere allevati in cattività. Il primo esemplare fu mostrato al Barnum's American Museum di New York nel 1861. Al giorno d'oggi resta una delle poche specie di cetacei a essere esibita in acquari e parchi acquatici in Nord America, Europa e Asia. È diventato popolare soprattutto per il colore e per la grande varietà di espressioni facciali che riesce a riprodurre. A differenza di altri cetacei, che presentano un "sorriso" piuttosto statico, il beluga, grazie alle vertebre cervicali mobili, riesce a ottenere una grande diversità di espressioni. La maggior parte dei beluga degli acquari sono stati catturati in natura, anche se i programmi di riproduzione in cattività ottengono un certo successo.
Sia la marina militare degli Stati Uniti, sia la marina militare russa hanno usato i beluga nelle operazioni di sminamento nei mari artici. C'è stato un caso in cui un beluga in cattività ha aiutato un sub in difficoltà mentre stava eseguendo un'immersione nella sua piscina, riportandolo in superficie e, probabilmente, salvandogli la vita.

## Popolazione e minacce
La popolazione di beluga attualmente esistente in natura è stimata intorno ai 100.000 esemplari. Nonostante questo numero sia molto più elevato rispetto al numero di esemplari di altri cetacei, esso è diminuito rispetto al periodo precedente l'inizio della caccia a questi animali. Si crede che vi siano 40.000 individui nel Mare di Beaufort, 25.045 nella Baia di Hudson, 18.500 nel Mare di Bering e 28.000 nell'Artico canadese. La popolazione all'estuario del San Lorenzo è stimata attorno ai 1.000 esemplari. Il beluga è considerato un ottimo indicatore dello stato di salute dell'ambiente grazie alla sua lunga vita, al fatto che si trovi in cima alla catena alimentare, alle grandi quantità di grasso che immagazzina nel suo corpo e al relativamente elevato numero di esemplari ancora esistente in natura, il che ha permesso anche di studiarlo in modo abbastanza approfondito.
A causa dei grandi raggruppamenti di beluga agli estuari dei fiumi, l'inquinamento delle acque rappresenta una grave minaccia. È stato registrato un incremento di casi di tumore a causa dell'inquinamento del fiume San Lorenzo. Le carcasse di beluga contengono così tanti agenti inquinanti che in alcuni paesi sono trattati come rifiuti tossici. Sono state riscontrate anche patologie riproduttive. Sono inoltre stati riscontrati livelli di PCB compresi tra 240 e 800 ppm, con una più alta incidenza nei maschi. Gli effetti a lungo termine dell'inquinamento sono sconosciuti.
Il disturbo causato dall'attività umana rappresenta un'ulteriore minaccia. Mentre alcune popolazioni tollerano le piccole imbarcazioni, altre cercano di evitare attivamente le barche. Il Whale watching è diventata un'attività popolare nelle aree del San Lorenzo e del fiume Churchill.
A causa delle sue prevedibili rotte migratorie e dell'alta concentrazione di esemplari, i beluga sono stati cacciati dalle popolazioni artiche per secoli. In alcune aree la caccia continua perché ancora ritenuta sostenibile. Tuttavia in talune zone come la Baia di Ungava e la Groenlandia, la caccia indiscriminata fa sì che il loro numero continui a diminuire. Si è aperta una fase di dialogo tra le popolazioni inuit e gli organi governativi per cercare di far tornare la caccia ai beluga entro i livelli di sostenibilità.

### Agenti patogeni
Il papillomavirus è stato trovato all'interno dello stomaco dei beluga del San Lorenzo, così come l'herpesvirus. Sono stati osservati casi di encefalite e il protozoo Sarcocystis può infettare questi animali. Alcuni ciliati sono stati rinvenuti nello sfiatatoio, sebbene non si siano dimostrati pericolosi.
Il batterio Erysipelothrix rhusiopathiae, derivante da pesce contaminato, può essere pericoloso per gli esemplari in cattività, provocando anoressia e lesioni cutanee, e può portare alla morte se non diagnosticato per tempo e curato con antibiotici.

## Conservazione

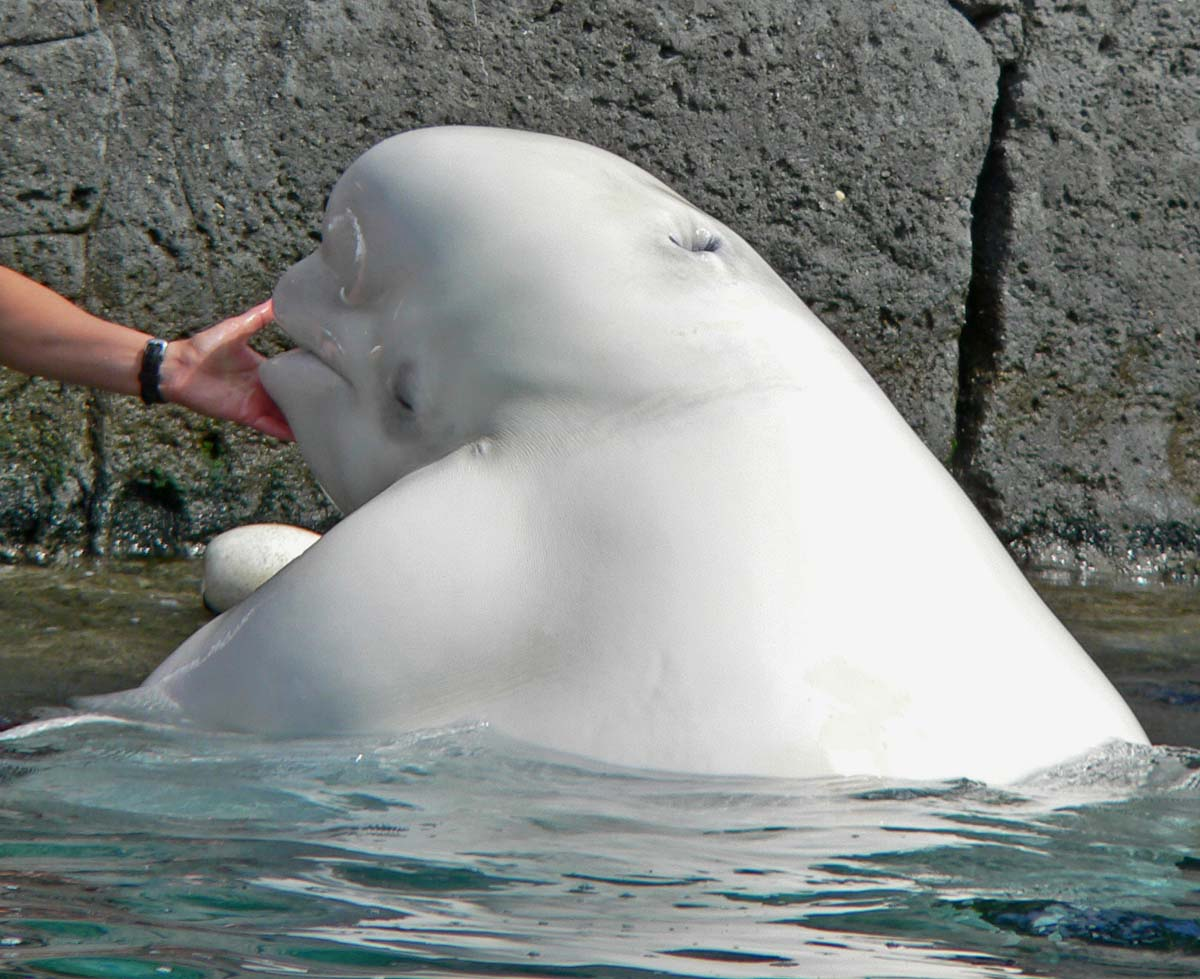
Un beluga in un acquario con l'istruttore

Il beluga è indicato come "a rischio minimo" dall'IUCN nonostante l'incertezza sul numero effettivo di esemplari (soprattutto nell'Artico russo) e la previsione che se gli sforzi attuali di tutela cessassero, in particolare per quanto riguarda la gestione della caccia, passerebbe allo stato di "minacciato" entro cinque anni. Prima del 2008 era classificato come "vulnerabile", un livello peggiore di quello attuale. La IUCN ha notato la stabilità dei gruppi più numerosi e i metodi di censo migliori rispetto al passato indicano una popolazione più grande rispetto a quanto precedentemente stimato.
Per prevenirne la caccia, il beluga è protetto dall'International Moratorium on Commercial Whaling; ciononostante, la caccia ad un piccolo numero di esemplari è comunque permessa. Poiché è difficile stimare l'esatta popolazione di beluga, a causa del fatto che il loro habitat si estende anche nelle acque interne lontane dagli oceani, è facile che questi cetacei vengano in contatto con le industrie di produzione di olio e gas. Per impedire che i beluga vengano in contatto con i rifiuti industriali, i governi di Canada ed Alaska stanno procedendo ad una ricollocazione dei siti dove le popolazioni di cetacei e i rifiuti vengono in contatto.
Per evitare che gli esemplari allevati in cattività muoiano, i biologi dell'Acquario di Vancouver stanno studiando metodi per evitare che dei funghi contaminino le vasche e per monitorarne costantemente lo stato di salute. Sebbene l'alto numero di animali in cattività costituisca un'ulteriore minaccia, le loro carcasse possono contribuire alla ricerca scientifica.
Le sottopopolazioni sono soggette a diversi fattori di minaccia ed è per questo necessaria una valutazione individuale. Il gruppo delle insenature di Cook, nel Golfo dell'Alaska, è classificato come "critico" dall'IUCN ed è stato inserito nel 2008 nell'Endangered Species Act come minacciato di estinzione. Ciò è in gran parte dovuto al sovrasfruttamento dei beluga prima del 1998. La popolazione non è riuscita a recuperare, anche se oggi sembra per lo meno stabile.